# ロンドン動物園

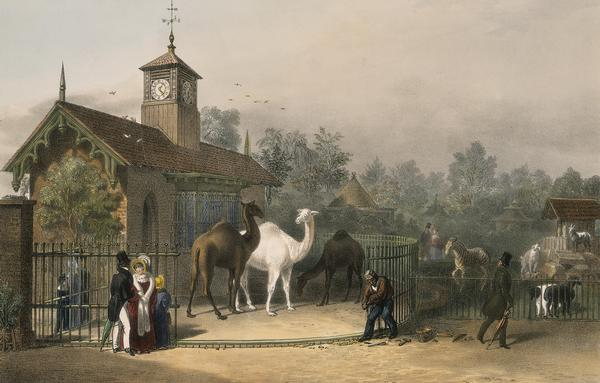
ロンドン動物園(1835年)

ロンドン動物園（ロンドンどうぶつえん、London Zoo）、はロンドンの中心部ウェストミンスターに存在する世界で最初の科学動物園である。1828年に開設された当初は科学的研究のために動物を収集しておくことが目的であったが1847年に一般公開された。現在では650種以上の様々な動物が集められている。
本動物園はロンドン動物学協会により経営されており、その敷地はロンドンのリージェンツ・パーク の北端付近を占めている。リージェンツ運河が動物園内を貫流している。ロンドン動物学協会はベッドフォードシャー州により敷地面積の広いホィップスネイド野生動物園も所有しており、ゾウやサイのような大型動物はそちらで飼育されている。

## 施設

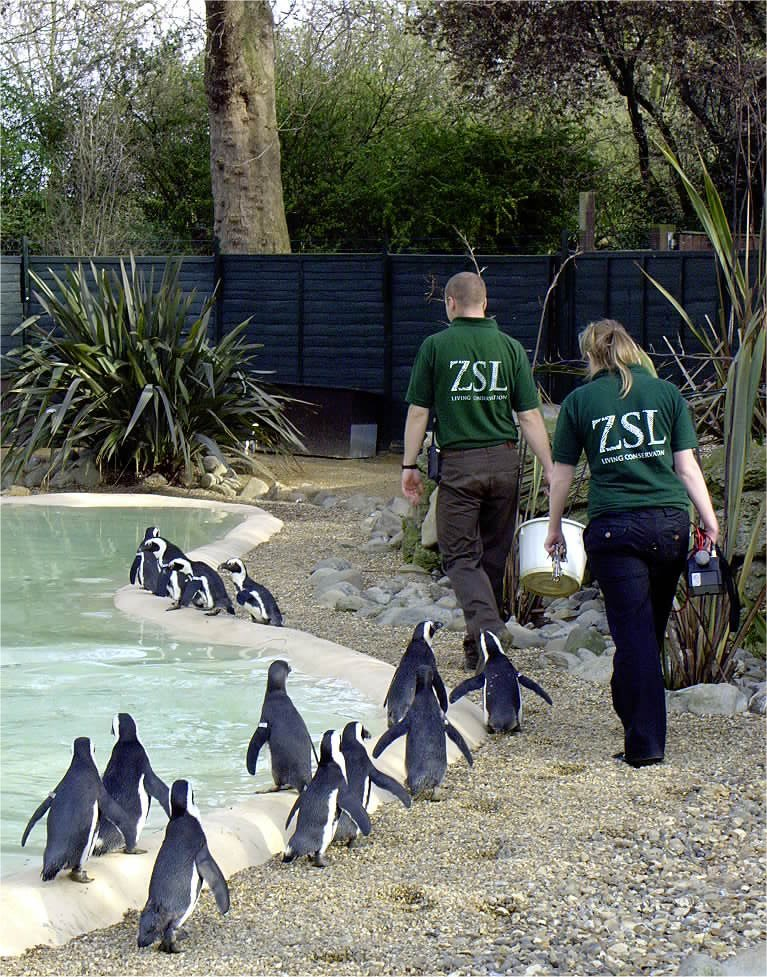
ペンギンの給餌

初期の段階からロンドン動物園は建築物の設計を一流の建築家に依頼することを誇りにしてきた。次にあげる建築物が特に有名である。:
- 時計塔（1828年。本来はラマ舎として建てられた）およびキリン舎（1836年 - 1837年）は、デシマス・バートンにより設計された（両者とも、第二級指定建築物）。
- マピッン・テラス（1913年 - 1914年）は、サー・ピーター・チャルマーズ・ミッチェルおよびジェームズ・ジョアスによる設計（第二級指定建築物）。
  - ロンドン動物園ペンギンプール（1934年）
  - ラウンド・ハウス（動物園のゴリラを収容するために1932年 - 1933年に建築）
  - 北門キオスク（1936年）とは、全てバートホールド・ルーベトキン(Berthold Lubetkin(英語))のテクトン (Tecton) 事務所による設計。ただし、ペンギン・プールに就いては一流の構造エンジニアであるオヴ・アラップの協力を受けた。（「プール」「ハウス」は現在第一級、「キオスク」は第二級に指定。）
- スノードン禽舎（1962年 - 1964年）はスノードン卿、セドリック・プライスおよびフランク・ニュービィの設計。
- 象舎および犀（サイ）舎（1962年 - 1965年）は、サー・ヒュー・キャソンおよびネヴィル・コンダーが設計した。（現在こうした大型動物には不適とみなされている。）

## 著名な建造物

### ペンギンプール
1930年代に作られたペンギンプールは、初期の鉄筋コンクリート建築として高い評価を受けた。ペンギンは新しい展示施設に移されているが、プールは保存されている。

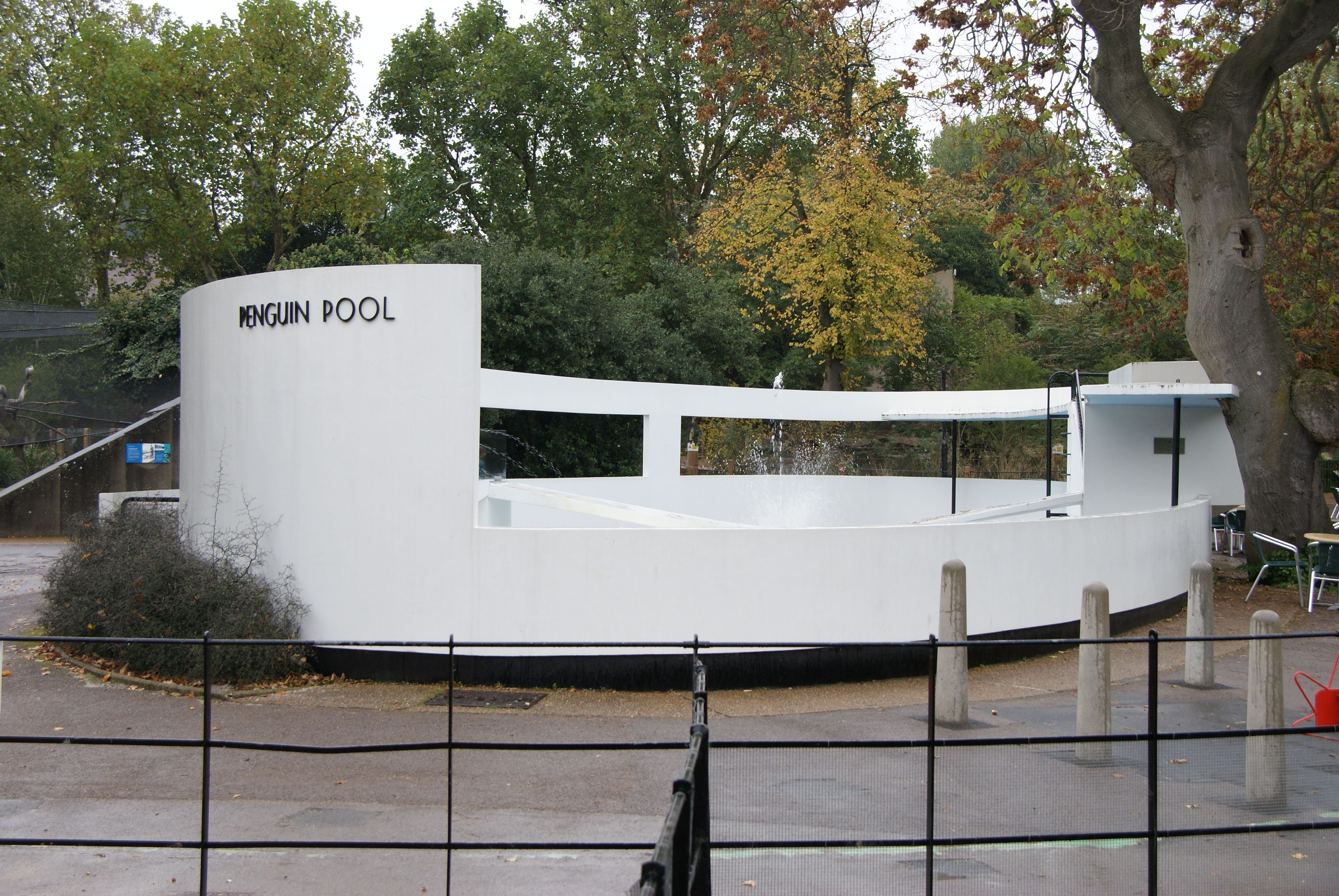
旧ペンギンプール
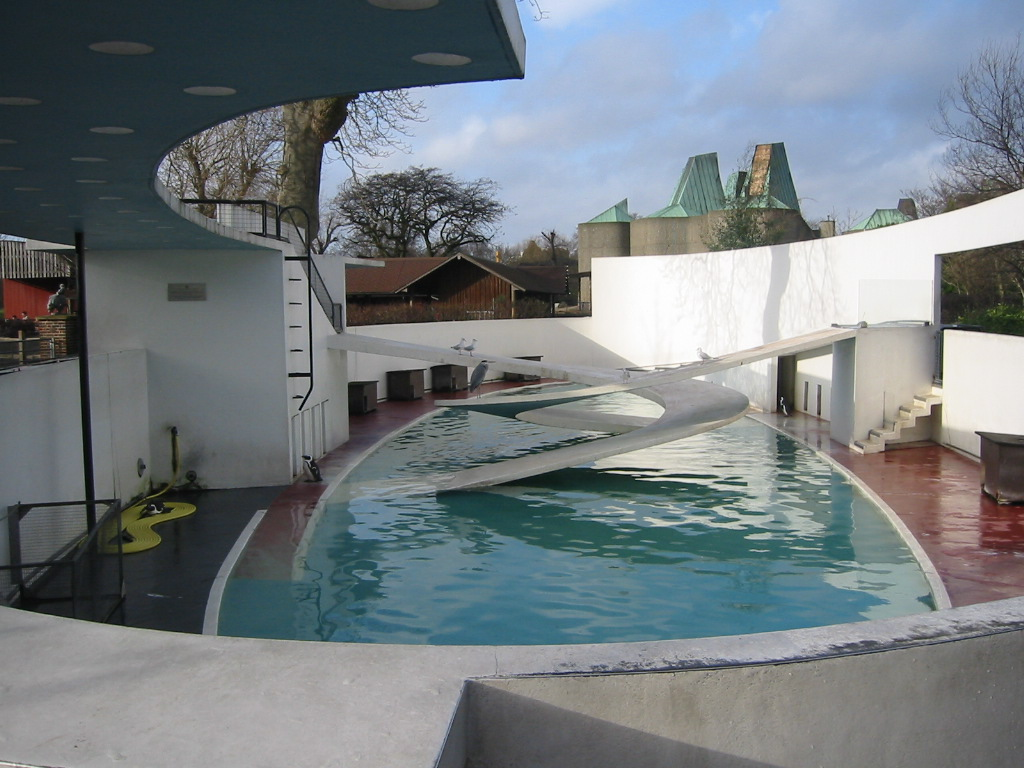
旧ペンギンプール
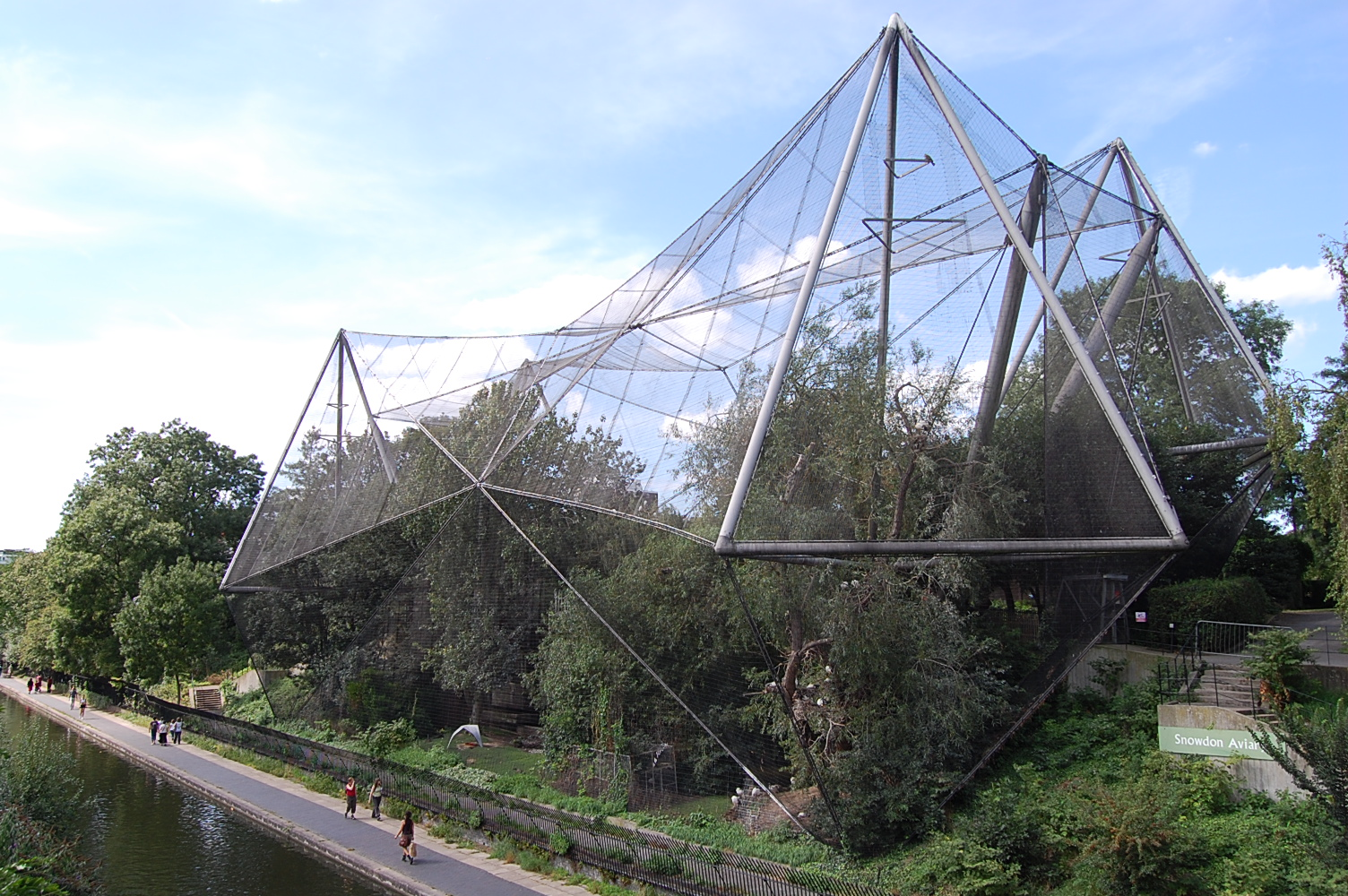
バードケージ (The Snowdon Aviary)

## 有名な動物
- 現在は絶滅したクアッガ、フクロオオカミが飼育されていた。
- “ウィニー”：クマのプーさん（Winnie the Pooh）の名前の由来になったアメリカグマ。小説『クマのプーさん』のまえがきでも紹介されている。
- “オベイシュ”：初めてヨーロッパにきたカバ。
- “ゴールディ”：1965年に2週間にわたる脱走騒ぎを起こし、国中の話題になったイヌワシ。
- “ジャンボ”：1865年に来園した大きなアフリカゾウ。「巨大」を意味する言葉「ジャンボ」の元となった。
- “ガイ”：1947年から動物園で暮らしていたローランドゴリラ。1978年に死亡するまで、園の人気者だった。
- “チチ”：1960年代に飼育されていたジャイアントパンダ。当時、中国国外で飼育されていたパンダはモスクワ動物園のアンアンを合わせて2頭のみ。1967年、黒柳徹子をパンダ愛好者にさせた個体でもあり[1]、世界自然保護基金のシンボルにもなった。

## 映画に登場するロンドン動物園
多くの映画およびテレビ番組がロンドン動物園で撮影された。有名なものとして『ハリー・ポッターと賢者の石』が挙げられる。